# Nectandra caudatoacuminata
Nectandra caudatoacuminata är en lagerväxtart som beskrevs av Otto Christian Schmidt. Nectandra caudatoacuminata ingår i släktet Nectandra och familjen lagerväxter. Inga underarter finns listade i Catalogue of Life.